# Projektilbana
Projektilbana, den bana som följs av en gående projektil, såsom en raket, kula, pil eller kastad sten, etc. I ett lufttomt rum är den en kastparabel, det vill säga en krökt linje som har sin högsta punkt på mitten och är symmetrisk. På jordytan påverkas projektilbanan av flera faktorer som gör att den inte är en kastparabel. 

## Begrepp

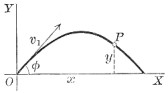
Exempel på projektilbana (projektilen skjuts åt höger)

Inom ballistiken används specifika begrepp för att beskriva banan. Några av dessa är utgångshastighet, hastigheten när drivladdningen slutat verka, i praktiken när projektilen lämnar vapnets mynning. Utgångshastigheten betecknas ofta v0, men i bilden är den markerad som v1. Sluthastigheten är projektilens hastighet i banans slut.
Utgångsvinkeln är vinkeln mellan horisontalplanet och projektilbanan vid projektilbanans början (i bilden markerad med Φ) och nedslagsvinkeln är motsvarande vinkel vid projektilbanans slut. 
Skottvidden är den sträcka projektilen går vid en viss utgångsvinkel. Bantoppen är den banans högsta punkt, och den nedåtgående grenen är den delen av banan som ligger efter bantoppen.

Projektilbanor vid olika utgångsvinklar och stort luftmotstånd

## Skillnader mellan kastparabeln och projektilbanan i luft
Många olika krafter påverkar projektilen och medför att banan inte kommer att vara en perfekt parabel. Vilka krafter som är viktigast beror bland annat på projektilens form, vikt, densitet och hastighet. En lätt och långsam projektil med stor tvärsnittsarea i förhållande till vikten påverkas mest. En tung och snabb projektil, som till exempel en artillerigranat, påverkas mindre så att projektilbanan på mycket korta skjutavstånd kan vara nästan en parabel. På normala skjutavstånd skiljer sig dock alltid projektilbanan signifikant från en parabel. 
En viktig faktor är luftmotståndet som hela tiden bromsar projektilen beroende på momentanhastigheten genom luften. Detta får flera följder: 
- Skottvidden blir kortare. I lufttomt rum skulle en projektil med utgångshastigheten 800 m/s gå cirka 64 km, men i luft går en gevärskula 3-5 km i gynnsamma fall och en artillerigranat cirka två mil.
- Nedslagshastigheten är alltid mindre än utgångshastigheten. I de flesta fall minskar hastigheten under hela tiden projektilen befinner sig i banan. Vid stora utgångsvinklar kan hastigheten vara minst nära bantoppen och gravitationen ökar hastigheten när projektilen faller mot målet. Även vid stora utgångsvinklar är nedslagshastigheten lägre än utgångshastigheten. Summan av rörelseenergin och lägesenergin är högst vid avfyrandet och minskar gradvis på grund av luftfriktionen.
- Nedslagsvinkeln är större än utgångsvinkeln, det vill säga att banan är brantare i slutet än i början.
- Bantoppen, som i lufttomt rum skulle finnas mitt på banan, kommer i verkligheten att ligga närmare målet än utgångspunkten.
- I lufttomt rum får man den största skottvidden vid 45° utgångsvinkel. I verkligheten får man den största skottvidden med en utgångsvinkel strax under 45°. För artilleripjäser är den vinkeln strax över 40°, medan den för gevärskalibriga vapen kan ligga runt 35°. Ett undantag finns för extremt långskjutande pjäser (som Pariskanonen) och ballistiska robotar, som lämnar atmosfärens nedre lager. För dessa når man den största skottvidden vid utgångsvinklar över 45°, eftersom de når tunn atmosfär snabbare.

Effekten av luftmotståndet varierar som tidigare sagt med projektilens hastighet (högre hastighet ger större motstånd), vikt och tvärsnittsarea (projektiler som har låg vikt i förhållande till tvärsnittsarean bromsas mera) och formen. Även meteorologiska förhållanden påverkar luftmotståndet. Kallare luft är tätare och ger större motstånd, och lufttrycket påverkar också luftens täthet. 
En teoretisk kastparabel är rak när man ser den ovanifrån. I praktiken är projektilbanan alltid krökt åt ena eller andra hållet. Sidvind påverkar projektilen och blåser den åt sidan. Medvind eller motvind minskar respektive ökar luftmotståndet genom att hastigheten relativt luften påverkas.  Roterande projektiler, som till exempel gevärskulor, påverkas av flera delvis motverkande krafter som skapar avdrift, bland annat corioliseffekten.